# Stephanolepis cirrhifer

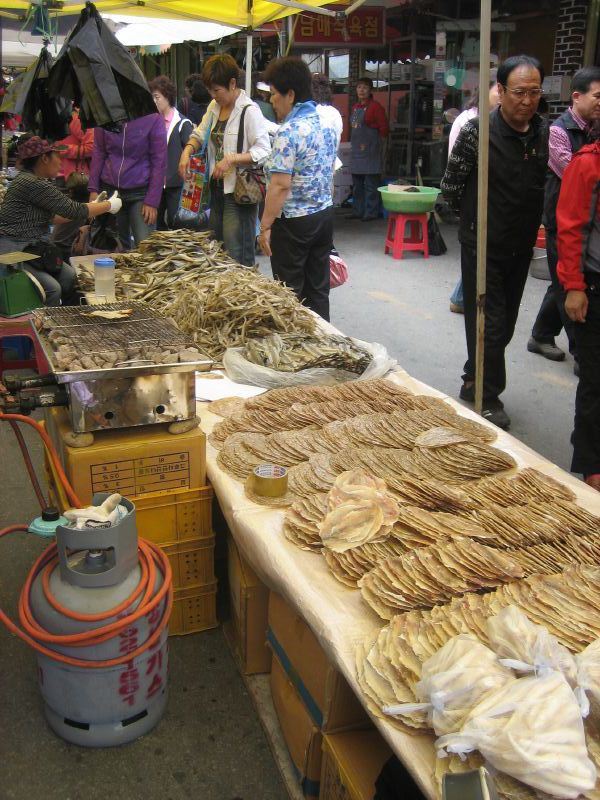
Venda de Stephanolepis cirrhifer assecat en un mercat de Corea del Sud

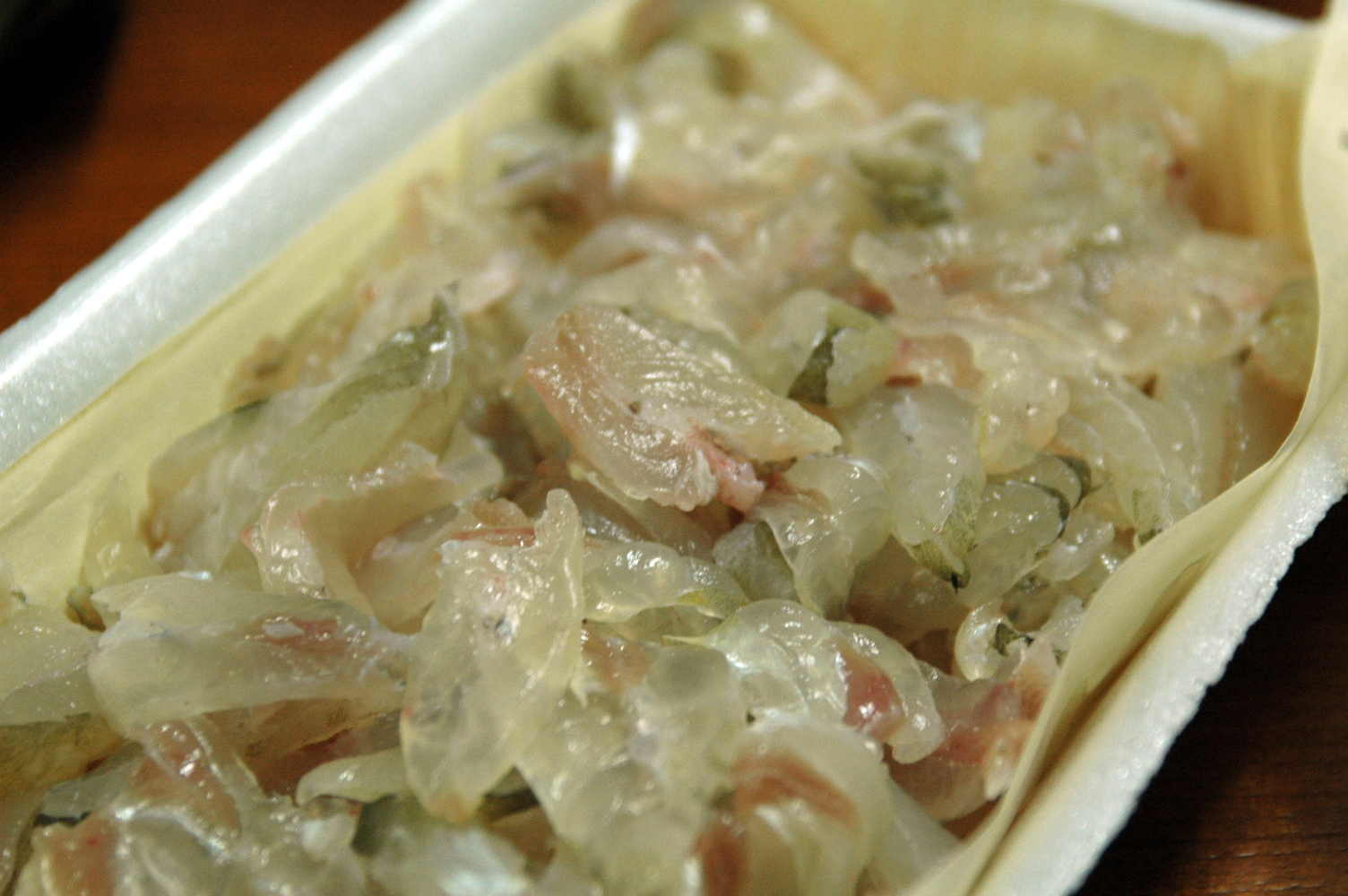
Plat coreà fet amb Stephanolepis cirrhifer cru

Stephanolepis cirrhifer és una espècie de peix de la família dels monacàntids i de l'ordre dels tetraodontiformes.

## Morfologia
- Els mascles poden assolir 30 cm de longitud total.[2]

## Hàbitat
És un peix marí, de clima temperat i demersal.

## Distribució geogràfica
Es troba des de Hokkaido fins al mar de la Xina Oriental.

## Observacions
És inofensiu per als humans.